# Esayi Abu-Muse
Esayi Abu-Musa (arménien : Եսայի Աբու-Մուսե Եռանշահիկ, dans des sources arabes : Isa ibn-Istifanus) était un prince arménien , du sud de l'Artsakh qui régna sur une grande partie d'Arran (Aghuank) au milieu du IXe siècle  et est considéré comme le fondateur de la Maison de Dizak.

## Nom et origines
Abu-Musa signifie "père de Musa" (Movses) en arabe, dans les sources arméniennes il est surnommé "le fils du prêtre". Les sources arabes l'appellent aussi Isa ibn-Yusuf (fils de Hovsep) ou Isa ibn-ukht-Istifanus (neveu de Stepanos), ce dernier étant une référence à son oncle maternel Stepanos-Ablasad, qui selon l'historien Leo était un Mihranide dont fiefs succédèrent à Esayi Abu-Muse après son assassinat en 831. Leo identifie Esayi Abu-Muse comme membre de la maison arménienne locale d'Aranshahik.

## Règne
La succession d'Esayi a eu lieu environ en 841 et il resta au pouvoir pendant treize ans. Ses domaines comprenaient les cantons d'Artsakh, qui avaient précédemment offert une forte résistance contre Babak Khorramdin. Le siège du pouvoir d'Esayi était Ktish (Dogh), mais un autre bastion important était Goroz. Les ruines de ces châteaux se trouvent aujourd'hui près des villages Toumi et Togh dans la province Hadrut de la République du Haut-Karabakh.
L'historien arménien Movsès Kaghankatvatsi, qui a décrit Esayi Abu-Isa comme un "homme de paix", a écrit qu'il dirigeait les cantons suivants :
- Verin-Vaykunik, Berdzor, Sisakan - cantons occidentaux de l'Artsakh bordant Syunik à l'ouest.
- Haband, Amaras, Pazkank, Mkhank - cantons du sud de l'Artsakh bordant la rivière Araxe au sud.
- Tri-Gavar - un canton du sud-est d'Utik bordant la rivière Kur au nord-est.

## Résistance à Ktish
En 854, Dizak fut envahie par une armée abbasside, commandée par Bugha al-Kabir al-Sharabi, qui avait auparavant capturé les princes Atrnerseh de Khachen, Ktrij de Gardman et Kon-Stepanos Sevordiats d'Utik . Esayi fut assiégé dans son château de Ktish, mais resta victorieux dans 28 batailles. Selon l'historiographe Tovma Artsruni, l'armée abbasside comptait 200 000 hommes. Il a décrit la résistance héroïque d'Esayi contre la prise d'assaut de Ktish par Bugha al-Kabir. Mushegh Bagratuni (le fils de Smbat Sparapet, qui a été forcé de rejoindre l'armée abbasside) a récité un poème à cette bataille, la comparant à la seconde venue du Christ.
La résistance de Ktish dura plus d'un an. Esayi écrivit au calife pour protester contre l'attaque et après avoir reçu de lui une garantie de passage en toute sécurité, il se rendit à Bugha pour des pourparlers de paix. Cependant, Bugha le captura traîtreusement. En 855, Esayi Abu-Muse, avec lui tous les princes d'Arménie capturés par Bugha, furent exilés à Samarra en Mésopotamie .

## Descendance
- 1. Esayi Abu-Muse
- 1.1 Movses-Muse
- 1.1.1 Roi Gagik de Dizak
- 1.1.2 Princesse Sophie
- 1.1.3 Seigneur Vachagan de Goroz (Vashaqan ibn-Muse dans les sources arabes)

La princesse Sophy a laissé une inscription arménienne dans "l'église rouge" de Toumi, qui remonte à l'an 1000, et qui est actuellement conservée au musée d'État d'Artsakh.